# Алан Купер
Алан Купер (англ. Alan Cooper; нар. 1952) — американський дизайнер, програміст, письменник, відомий як «батько» мови програмування Visual Basic. Фахівець у сфері проєктування інтерфейсів. Створив методологію «цільового дизайну» (Goal-directed design) і поняття «персонажі» (Personas). Виступає за гуманізацію технологій і важливість користувацького досвіду при розробці нових технологій. Купер є автором двох бестселерів About Face: The Essentials of Interaction Design and The Inmates Are Running the Asylum: Why High-Tech Products Drive Us Crazy and How to Restore the Sanity.

## Біографія
Народився у Сан-Франциско в Каліфорнії, США. Вчився на архітектора у місцевому коледжі, але не закінчив його. Купер самостійно вивчав програмування та підробляв у цій сфері, щоб сплачувати за навчання. Після того, як Алан покинув коледж, вирішив професійно займатися програмуванням. Купер потрапив у команду Гордона Юбанкса та Гаррі Кіддала, які займалися розробкою операційних систем. З ними він працював над мовою програмування CBASIC, раннім конкурентом Microsoft BASIC Білла Гейтса та Пола Алана.
У 1975 році, Алан заснував свою першу компанію з виробництва програмного забезпечення для ПК Structured Systems Group (SSG). Її продукт General Ledger успішно продавався завдяки рекламі у відомих журналах і стає першим серйозним комерційним ПЗ для перших персональних комп'ютерів. Ця подія стала початком кар'єри Купера як автора програмного забезпечення та бізнесмена у цій сфері. У 1980 році через відсутність фінансування та суперечки з партнерами Купер був вимушений продати акції компанії.
2017 року Купер планував відвідати Україну у 2018 році та виступити на конференції KRUPA з доповіддю про розробку інтерфейсів та UI/UX дизайну.
2021 році Купер і його колеги опублікували статтю в Science, в якій стверджували, що вимирання неандертальців і поява печерних малюнків можуть бути пов'язані з геомагнітною екскурсією приблизно 41 000 років тому, яка отримала назву подія Лашампа. Інші експерти скептично поставилися до цих заяв.

### Visual Basic
У 1988 році створив візуальну мову програмування під кодовою назвою «Ruby». Особливістю розробки було поєднання мови та програмного забезпечення. Купер представив свій винахід Біллу Гейтсу. Білл побачив у ньому дуже великий потенціал, Microsoft одразу викупила її в Алана. Компанія доробила і трансформувала продукт у професійний інструмент розробки ПЗ для своєї мови програмування QuickBASIC і дала йому назву Visual Basic. Можливості цієї розробки дозволяли широко використовувати її для створення додатків для комп'ютерів на базі Windows. За допомогою програми стало можливим створення та проєктування користувацького інтерфейсу. Купер, фактично, став батьком Visual Basic і зародив UX дизайн.

### Персонажі та дизайн взаємодії
На початку 1990-х через стрімкий розвиток індустрії програмного забезпечення і загальне нехтування користувацькими потребами та зручністю в нових технологіях Алан Купер став на захист користувачів. Він почав плідно співпрацювати з різними компаніями, допомагаючи їм зробити свої програми більш дружніми для користувачів. В цей період виникають основні його концепції, які сьогодні є загальноприйнятими у світовому UI/UX дизайні. При співпраці з клієнтами Алан Купер завжди дотримувався методології дизайну, яка ставить потреби користувача на перше місце. Він опитував потенційних юзерів і виявляв загальні аспекти, які робили взаємодію користувачів з продуктом клієнта зручною та продуктивною. Пізніше на цій практиці Купером було створено поняття «персони», як один з методів дослідження та інструментів дизайну, який зараз повсюдно використовується фахівцями при розробці інтерфейсу. Така методика швидко набула популярності, а на дизайнерській діяльності Купера з розробки інтерфейсів виник напрямок «дизайн взаємодії» або «проєктування взаємодії».

### Книги
Алан Купер описав перспективи дизайну та ПЗ у книгах «Психлікарня в руках пацієнтів» (1995), та «Основи проєктування інтерфейсу користувача» (1995), ці книги є одними з основних для спеціалістів з UX дизайну. Друга книга стала найпопулярнішою серед книг Купера. Автор пропонує набір принципів дизайну для створення ПЗ і закликає розробників писати програми, які би подобались користувачам. Взаємодія користувача з інтерфейсом є основним питанням, в книзі описано інструменти створення UI.
«Психлікарня в руках пацієнтів» пояснює, як слідкувати за розвитком технологій, які перестали бути зручними. Розробники, при створенні софту, не думають так, як користувачі. У зв'язку з цим Купер наголошує, що програмуванню має передувати проєктування. Автор відкриває очі користувачів на справжній стан у сфері інформаційних технологій: розробники нашвидкоруч створюють продукти заради збагачення, зовсім незважаючи на їхню зручність у користуванні. В книзі Купер відкрито виступає на захист юзерів, про яких забувають в процесі розробки електронних продуктів і детально розповідає, як створювати зручні та дружні до користувача інтерфейси. Зокрема, він описує свій метод персон, наголошує на його результативності, радить завжди пам'ятати про цілі користувачів при взаємодії з продуктом і робити функціонал максимально доступним.

### «Cooper»
У 1992 році Алан з дружиною заснував дизайнерську консалтингову компанію «Cooper». Організація займається розробкою UX дизайну, проєктування інтерфейсів та поширенням дизайнерських концепцій Алана. У своїй діяльності компанія використовує власну методологію, винайдену Купером, «цільовий дизайн», яка ставить людину, користувача на перше місце при розробці інтерфейсів.
З 2002 року Алан Купер проводить тренінги та читає курси лекцій з різних тем: дизайн взаємодії, послуг, візуальний дизайн та управління дизайном. Він часто подорожує і ділиться своїм досвідом в різних країнах світу.